# Claudia Riera
Claudia Riera (Andorra, 1 de janeiro de 1996) é uma atriz de cinema, teatro e televisão, nascida em Andorra e residente da Espanha.

## Biografia
Claudia Riera iniciou a sua carreira no mundo da atuação com a participação em diversos curtas e peças de teatro. Em 2019, assinou contrato com a série catalã da TV3, Les de l'hoquei, interpretando Gina Camps, que lhe deu grande repercussão após a compra da série pela Netflix para distribuição mundial.
Já em 2020 participou como protagonista da série Vis a vis: El Oasis da Fox, como Triana Azcoitia. Além disso, realizou seu primeiro longa-metragem com o filme L'ofrena, dirigido por Ventura Durall. Nesse mesmo ano, foi anunciada sua contratação para a série de reboot de El Internado, El Internado: Las Cumbres, onde interpreta Inés Mendoza.

## Filmografia
| Ano  | Título   | Papel           | Nota |
| ---- | -------- | --------------- | ---- |
| 2020 | L'ofrena | Violeta (jovem) |      |

| Ano  | Título                    | Papel                        | Nota                        |
| ---- | ------------------------- | ---------------------------- | --------------------------- |
| 2019 | Les de l'hoquei           | Gina Camps                   | TV3/Netflix                 |
| 2020 | Vis a vis: El oasis       | Triana Azcoitia              |                             |
| 2021 | El Internado: Las Cumbres | Inés Mendoza / Alicia Bernal | Principal (1ª-2ª Temporada) |

## Ligações Externas
- Claudia Riera. no IMDb.
- Claudia Riera no Instagram